# Ihr Name ist Sabine
Ihr Name ist Sabine ist ein französischer Dokumentarfilm aus dem Jahr 2007. Die Schauspielerin Sandrine Bonnaire gab mit diesem Film über ihre autistische Schwester Sabine ihr Regiedebüt.

## Handlung
Der Film zeigt die autistische Schwester der Regisseurin: Sabine. Dabei wird einerseits altes Filmmaterial verwendet, das Sandrine Bonnaire über 25 Jahre hinweg gesammelt hat (zum Beispiel Aufnahmen aus einem Familienurlaub) und andererseits filmt Sandrine Bonnaire auch in der betreuten Wohngruppe, in der Sabine heute lebt. So entsteht aus Rückblenden und Jetztzeit ein umfangreiches Porträt der autistischen Schwester, die zum Zeitpunkt des Dokumentarfilms 38 Jahre alt ist.
In jungen Jahren scheint Sabine noch erstaunlich wenig beeinträchtigt. Sie besucht zwar anfangs eine Sonderschule, wird dann aber im Alter von 12 Jahren sogar in dieselbe Schule eingeschult, die ihre Geschwister besuchen. Dort wird sie allerdings gehänselt und ausgegrenzt. Daraufhin beginnt Sabine immer aggressiver zu werden, beißt sich in ihre Hände und zieht sich auf dem Hof aus. Sie muss die Schule bald wieder verlassen und bleibt daraufhin Zuhause, wo sie liest, bastelt und das Klavierspiel erlernt. Sabine ist sehr kreativ, doch als ihre Geschwister erwachsen werden und ausziehen und ihr älterer Bruder stirbt, verliert sie ihre vertraute Umgebung. Sie bleibt alleine mit der Mutter zurück, und als beide aufs Land ziehen, kommt Sabine in eine akute, aggressive Krise. Sandrine Bonnaire und eine andere Schwester holen sie zu sich zurück nach Paris. Doch Sabine kann die Krise auch bei ihnen nicht überwinden. Sie bleibt so aggressiv, dass niemand mehr mit ihr zurechtkommt. Sandrine Bonnaire mietet eine Wohnung und stellt zwei Pflegekräfte ein, doch schon nach kurzer Zeit kündigen die beiden Pflegerinnen.
Da sich niemand mehr zu helfen weiß, wird Sabine im Alter von 28 Jahren in die Psychiatrie eingewiesen, wo sie fünf Jahre lang lebt. In diesen fünf Jahren verlernt sie sehr vieles, nimmt als Nebenwirkung der hochdosierten Medikamente 30 kg zu und hört auf zu sprechen. Ihre Familie bemerkt zwar, dass die Psychiatrie nicht gut für Sabine ist, aber sie hat keine andere Lösung: alle anderen Einrichtungen lehnen eine Aufnahme von Sabine ab. Nach etwa vier Jahren entdeckt Sandrine Bonnaire ein Heim, das ihr gefällt und das Sabine theoretisch aufnehmen könnte, allerdings über zu wenig Platz verfügt. Schon lange wollte der Leiter ein neues Zentrum eröffnen, aber es mangelt ihm an der Finanzierung. Gemeinsam engagieren sich Sandrine Bonnaire und der Leiter der Einrichtung für den Aufbau einer neuen Gruppe in einem Dorf im Département Charente. Nach etwa einem Jahr steht die Finanzierung und Sabine kann von der Psychiatrie in die neue Gruppe wechseln, die aus vier weiteren Autisten und zwei Pflegern besteht. Die seither betreuende Psychiaterin wird im Film interviewt und beschreibt ihre Arbeit daran, Sabine wieder ins Leben zurückzuführen und die Medikamente zu reduzieren. In der Jetztzeit sieht man eine erwachsene Frau, die dem Mädchen von einst zwar immer noch in keiner Weise gleicht, die aber auf dem Weg der Besserung scheint.
Durch die Aufnahmen in der betreuten Wohngruppe werden auch die anderen Bewohner porträtiert. Der Zuschauer erhält einen Eindruck des alltäglichen Lebens in der Einrichtung; auch die Mutter eines anderen Bewohners kommt zu Wort. Der Film zeigt dabei sowohl schwierige Situationen, als auch glückliche Momente. Am Ende bleibt dennoch der Eindruck des tiefen Einschnitts, den die Unterbringung in der Psychiatrie für Sabine bedeutete.

## Entstehungsgeschichte
Bonnaire hatte ursprünglich geplant bereits im Jahr 2002 einen Film über ihre Schwester zu drehen, die sich zu jenem Zeitpunkt fünf Jahre in der Psychiatrie befand. Erst nach Treffen mit Familien, die ähnliche Probleme hatten (unter anderem als Patin der Autistentage 2001), entschloss sich die Schauspielerin dazu, den Film zu verwirklichen. Ein Spielfilm wäre Bonnaire weniger eindringlich gewesen, deswegen wählte sie den Dokumentarfilm.
Die aktuellen Aufnahmen entstanden von Juni 2006 bis Januar 2007 im Sabines Heim in Charente. Die Dreharbeiten fanden in ihrem Einverständnis und dem der übrigen Familienangehörigen statt. Bonnaire arbeitete mit harten Schnitten, um den Zuschauer den „Terror“ nachempfinden zu lassen, den die „psychische und auch physische Deformation von Sabine“ für ihre Familie bedeutete. Den Film widmete sie ihren Schwestern, da sie die einzigen waren, die sich um Sabine kümmerten, als diese fünf Jahre in der Psychiatrie lebte.

## Rezeption
Ihr Name ist Sabine feierte seine Uraufführung am 24. Mai 2007 im Rahmen der Filmfestspiele von Cannes, wo der Film in der Reihe Quinzaine des réalisateurs  gezeigt wurde. Am 14. September 2007 wurde Bonnaires Regiearbeit in Frankreich vom öffentlich-rechtlichen Fernsehsender France 3 ausgestrahlt, dem eine Fernsehdebatte mit dem Leiter des Heimes in dem Sabine lebt und dem Leiter des psychiatrischen Dienstes des Universitätsklinikums von Montpellier folgte. Die Fernsehausstrahlung von Ihr Name ist Sabine erreichte in Frankreich 3,2 Mio. Zuschauer, was einem Marktanteil von 14,7 Prozent entsprach. Die französische Tageszeitung lobte Sabine und deren Familie für den Mut, mit ihrer Behinderung an die Öffentlichkeit zu gehen. Bonnaire setze den Dokumentarfilm „mit einem relativen Anstand“ um, der noch mehr zwingen würde, diesem Unglück ins Angesicht zu schauen. „Es ist unglaublich, dass genauso viel Liebe in dermaßen einfachen Bildern übergehen kann“, schrieb die Libération. Das Ziel des Films sei nicht, das Familiengeheimnis eines Stars zu enthüllen, sondern die träge Obrigkeit dazu zu bewegen, lebenswertere Orte für geistig Behinderte zu schaffen. „Ich will die Tatsache unterstreichen, dass das Krankenhaus ein Pflegeort für die Übergangszeit ist und auf gar keinen Fall ein Lebensort“, so Bonnaire. Nach der Premiere in französischen Kinos traf sich Bonnaire auch mit Staatspräsident Nicolas Sarkozy. Dieser war damit einverstanden, kleinere Betreuungseinrichtungen zu schaffen.
In Deutschland wurde der Film erstmals auf der Berlinale im Februar 2008 gezeigt. In der Diskussion nach der Ausstrahlung erzählte die Regisseurin vor allem von der Ausweglosigkeit ihrer Lage: die Gedanken ihrer Familie, man hätte Sabine nie in die Psychiatrie geben dürfen, kollidieren mit dem unumstößlichen Wissen, dass alle Alternativen vorher ausgeschöpft worden waren, und es keine andere Lösung gab. Der Fehler liege nicht bei der Familie, sondern bei den Defiziten in der Behindertenbetreuung. Sandrine Bonnaire ist heute politisch engagiert und aktiv daran beteiligt, die Betreuungsangebote für erwachsene Autisten in Frankreich weiter auszubauen. Die deutschsprachige Fachpresse lobte ebenfalls Bonnaires Regiedebüt. „Unsentimental und anrührend ist diese erste Regiearbeit der Schauspielerin, die mit Varda und Téchiné, mit Chabrol und Rivette drehte – ein Dokument darüber, dass auch der unbegreiflichste Verfall eines Menschen die Liebe zu ihm nicht zerstört“, so Kritiker Jan Schulz-Ojala im Tagesspiegel. Die tageszeitung sprach von einem intensiven, sehr persönlichen Porträt, dessen Stärke es sei, dass Bonnaire viel von sich preisgibt. „Nicht Zorn, sondern eine tiefe Traurigkeit ist der Impuls ihrer (Bonnaires) filmischen Anklage. Behutsam versucht sie, in eine Welt einzudringen, deren Zugang ihr immer wieder verwehrt wird“, so Gerhard Midding. Der film-dienst schloss sich den übrigen Kritikern an. „‚Ihr Name ist Sabine‘ ist ein Furcht erregender Film, der dem Zuschauer nichts erspart. Nicht die Wut über das ‚Schicksal‘ der Schwester, nicht die Frustration im Umgang mit der Kranken, nicht die Liebe, mit der sich Sandrine um Sabine kümmert.“
Der Film wird 2009 im Rahmen des „ueberMacht“-Filmfestivals der gesellschafter-Initiative der Aktion Mensch in circa 120 deutschen Städten gezeigt.
Im Jahr 2018 wurde der Film beim 32. Internationalen Braunschweiger Filmfest gezeigt.

## Auszeichnungen
Bei der Premiere auf den Internationalen Filmfestspielen von Cannes 2007 wurde Ihr Name ist Sabine mit dem FIPRESCI-Preis ausgezeichnet. Es folgten im selben Jahr der Spezialpreis der Jury und der Publikumspreis auf dem Internationalen Festival des französischsprachigen Films im belgischen Namur. 2008 wurde der Film mit dem Globe du Cristal, dem französischen Pressepreis für Kunst und Kultur, ausgezeichnet. 2009 folgte eine Nominierung für den César in der Kategorie Bester Dokumentarfilm.